# Новопечерські Липки
ЖК «Новопечерські Липки» — житловий квартал бізнес-класу, розташований на вулиці Андрія Верхогляда у Печерському районі Києва, у місцевості Бусове поле, один з найбільших у місті. Реалізується компанією City One Development

## Опис

### Загальні дані
- площа земельної ділянки — 25 га;[2][3]
- площа забудови — 684 тис. м²;
- площа паркінгу — 140 тис. м²;
- громадська зона: 22,026 м²;
- [4]поверховість кварталу — 6-30 поверхів;
- комерційна зона — 39,555 м²;
- кількість квартир — 3,878;
- кількість машиномісць — 3,991.

### Структура
ЖК розташований на вулиці Андрія Верхогляда (колишня назва Драгомирова), це єдиний архітектурний ансамбль. Більшість будинків — 16-24-поверхові, є 6-поверхові і кілька будівель до 30 поверхів. На середину 2021 року у кварталі були побудовано 22 будинки з запланованих 30.

Вказівник і заїзд до ЖК

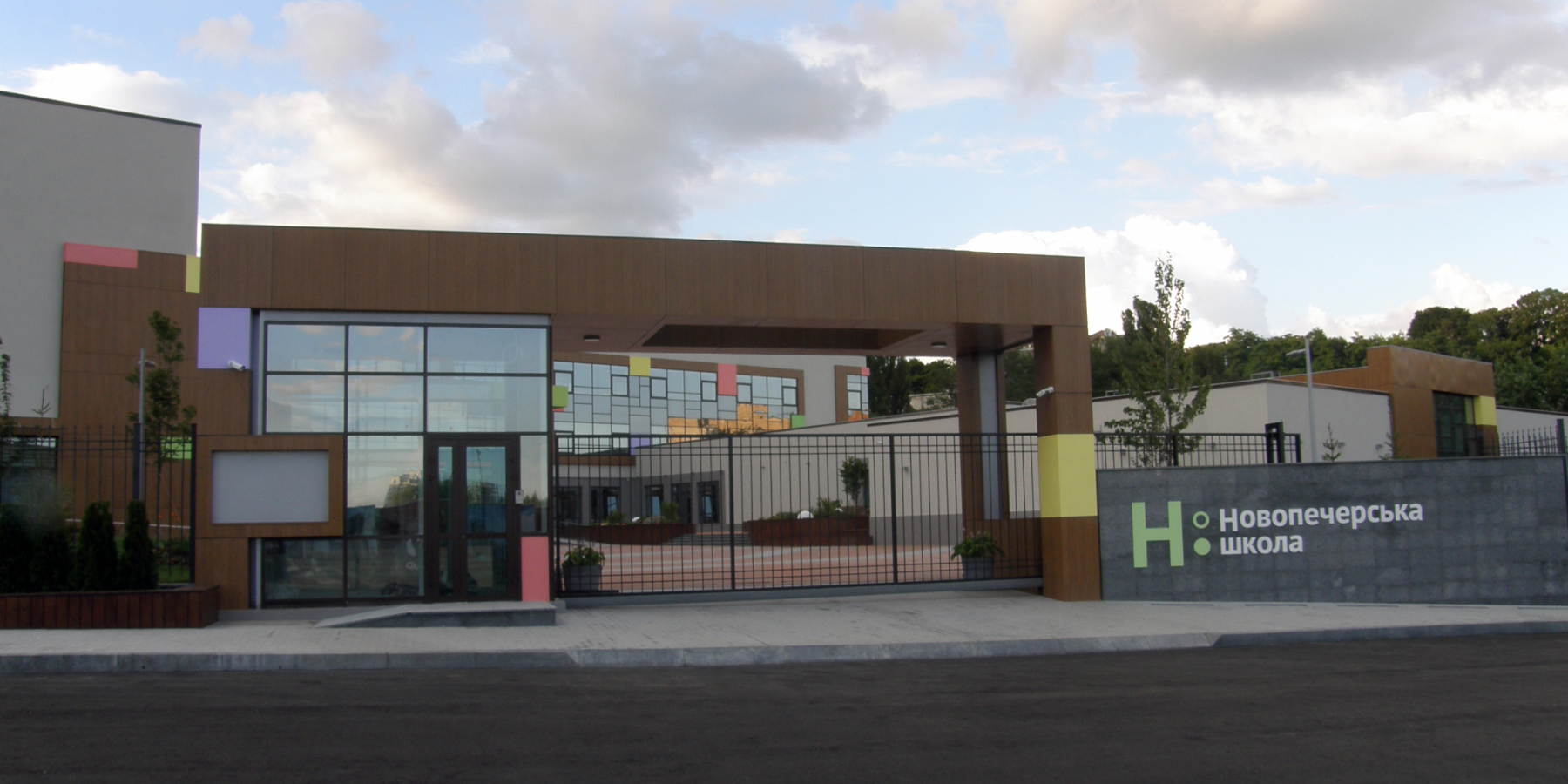
Новопечерська школа

Третина території кварталу відведена під паркові й прогулянкові зони. На території діють магазини, SPA, фітнес-клуб, спорткомплекс з футбольним та баскетбольним полями, відкритий басейн.
Також тут працює дитячий садок.

## Історія
Проектувати проект починав архітектор Андрій Пашенько. У 2007—2010 роках він розробив концепцію генплану, згідно з якою були побудовані перші 4 будинки. Для проекту виділили площу 24 га. У січні 2010 року було завершено першу черга будівництва. З 2010 року головним архітектором ЖК є Тетяна Грігорова. У травні 2016 року було відкрито четверту чергу.  На середину 2018 року було побудовано 14 будинків з 30 . На середину 2021 року у кварталі були побудовано 22 будинки

## Джерело-посилання
- ЖК Новопечерские Липки - каталог компаний » novolipki.info. novolipki.info (рос.). Процитовано 6 квітня 2020.
- Сайт ЖК